# Гаджибабабекова, Рахиля Ибрагим кызы
Рахиля Ибрагим кызы Гаджибабабекова (азерб. Rəhilə İbrahim qızı Hacıbababəyova; 1882, Тифлис — 1954, Баку) — одна из первых просветителей среди азербайджанских женщин.

## Биография
Рахиля Гаджибабабекова родилась в августе 1882 года в Тифлисе. Здесь она окончила школу Святой Нины. В 1902 году начала педагогическую деятельность в Александриинской женской мусульманской школе (русско-азербайджанской) в Баку.
По инициативе Гаджибабабековой в 1910 году Баку для девочек-азербайджанок была открыта двуклассная школа. В 1914 году она была преобразована в начальную школу. Рахиля Гаджибабабекова была директором этой школы.
В 1925 году Гаджибабабекова была членом центрального совета профсоюза работников просвещения Азербайджанской ССР.
В 1927 году Рахиля Гаджибабабекова была избрана представителем 5-го Всеазербайджанского Съезда Советов и Съезда азербайджанских женщин рабочих и крестьян.
Скончалась Рахиля Гаджибабабекова в 1954 году в Баку.